# Замок Кривекіран
Замок Кривекіран (англ. Creevekeeran Castle) — один із замків на острові Ірландії, розташований у графстві Арма, Північна Ірландія. Замок стоїть на скелі, зберігся частково — частина західної стіни башти. Башта мала три поверхи. Замок заплановано зберегти як пам'ятник історії та культури графства Арма.